# Държавно устройство на Афганистан
Афганистан е президентска република.

## Президент
Конституцията на Афганистан грантира на президента широки правомощия по отношение на военните и законодателни въпроси, с относително слаб национален парламент.

## Законодателна власт
Законодателния орган на Афганистан е двукамарния парламент.
Горната камара на парламента се състои от 102 места.
Долната камара на парламента се състои от 250 места.